# Harold Walter Kroto
Sir Harold Walter »Harry« Kroto (rojen Harold Walter Krotoschiner), FRS, angleški kemik, * 7. oktober 1939, Wishbech, Anglija, † 30. april 2016.
Leta 1996 je soprejel Nobelovo nagrado za kemijo za odkritje, da lahko elementarni ogljik obstaja v obliki votle kroglaste strukture, imenovane buckminster fuleren.